# 米德韋 (密西西比州塔拉哈奇縣)
米德韋（英語：Midway）是位於美國密西西比州塔拉哈奇縣的鬼鎮。

## 地理
米德韋所處的海拔為高於海平面46米（即151英呎），而該地所採用的時區為UTC-6，即北美中部時區（CST）。同時該地設有夏令時間，為UTC-6調快一小時，即UTC-5（CDT）。